# Seddülbahir 32 Saat
Seddülbahir 32 Saat è un serial televisivo drammatico turco composto da 4 puntate, trasmesso su TRT 1 dal 14 gennaio al 4 febbraio 2016.

## Trama
1915, Prima guerra mondiale. Durante la guerra a Çanakkale diversi soldati sotto il comando del maggiore Mahmut Sabri resistono per trentadue ore senza alcun aiuto da parte delle truppe nemiche a Seddülbahir, villaggio situato nel distretto di Eceabat nella provincia di Çanakkale.

## Puntate
| Stagione       | Puntate | Prima TV Turchia | Prima TV Italia |
| -------------- | ------- | ---------------- | --------------- |
| Prima stagione | 4       | 2016             | inedita         |

## Personaggi e interpreti
- Cevat Çobanlı, interpretato da Okan Yalabik.
- Mehmet, interpretato da İbrahim Çelikkol.
- Hatice, interpretata da Dolunay Soysert.
- Maggiore Mahmut Sabri, interpretato da Murat Ünalmış.
- Ramiz Karaeski, interpretato da İlker Aksum.
- Hüseyin, interpretato da Uğur Güneş.
- Liman von Sanders, interpretato da Giovanni Arvaneh.
- Ali Faruk Akgören.
- Melahat Abbasova.
- Ahmet Mekin.
- İbrahim, interpretato da Ziver Çiftçi.
- Deniz Celiloğlu.
- Oktay Saldıray.
- Nafiz, interpretato da Hakan Kurtaş.
- Günnur Adıgüzel.
- Zeliha, interpretato da Gülsüm Ali.
- Durmuş, interpretato da Timur Ölkebaş.
- Derviş Salih, interpretato da Eylem Demir.
- Mülazım Muhittin, interpretato da Mehmet Emin Kadıhan.

## Produzione
La miniserie è diretta da Yasin Uslu, scritta da Funda Çetin e prodotta da Okur Film.

### Riprese
Dopo un periodo di preparazione di otto mesi, le riprese sono state effettuate interamente a Çanakkale per una durata di quattro mesi.